# Усадьба Пшездецких
Усадьба Пшездецких — историческое здание XVIII века в Минске, памятник архитектуры (номер 712Г000236). Расположен по адресу: площадь Свободы, дом 15.

## История
Усадьба Пшездецких в Минске известна с XVIII века, в частности, упоминается на современном месте в документе 1775 года. Усадьба состояла из главного дома (дворца) в глубине участка и двух симметричных каменных флигелей. Небольшой дворец был выстроен в стиле барокко. В 1799 году она была продана Андрею Станкевичу. В 1826 году её купил секретарь Минского дворянского собрания Юрий Кобылинский. В середине XIX века комплекс реконструирован. Из двух флигелей сохранился до нашего времени только левый — здание мужского духовного училища (к духовному училищу относился и бывший дворец, где были классные покои и квартира начальника училища). Здания пострадали в большом городском пожаре 1881 года, после чего были восстановлены. После 1920 года в здании размещались разные учреждения, с 1944 года до конца XX века оно принадлежало Минскому областному военкомату. В 2012 году завершилась реставрация здания, в нём разместилась художественная галерея Михаила Савицкого.

## Архитектура
Усадебный двухэтажный дом оформлен в стиле классицизма. Главный фасад ориентирован на площадь. Он имеет небольшой ризалит в центральной части, который фланкируют плоские лопатки. Его венчает треугольный фронтон с полуциркульным окном. Под карнизом фронтона — пояс сухариков. Прямоугольные оконные проёмы имеют простое обрамление. По центру фасада, на втором этаже, балкон с металлическим ажурным ограждением на деревянных консолях.